# Новая Любомирка
Новая Любомирка (укр. Нова Любомирка) — село в Александрийской сельской общине Ровненского района Ровненской области Украины.
Население по переписи 2001 года составляло 1340 человек. Почтовый индекс — 35321. Телефонный код — 362. Код КОАТУУ — 5624680405.